# سریه محمد بن مسلمه (ذی‌القصه)
سریه محمد بن مسلمه یکی از سریه‌های محمد است که به فرماندهی محمد بن مسلمه و در سال ششم و در اواخر ربیع‌الثانی در منطقه‌ای به نام ذی‌القصه اتفاق افتاد. در این واقعه، با محاصره گروهی از مسلمانان توسط بنی ثعلبه و بنی عوال، کمتر از ۱۰ نفر از مسلمانان کشته شدند. با رسیدن خبر به مدینه، پیامبر اسلام گروه دیگری را برای بررسی واقعه به منطقه اعزام کرد که این گروه بدون درگیری بازگشتند.

## علت وقوع نزاع
پس از آنکه محمد، تعدادی از گله‌ها مسمانان را برای چرا به منطقه‌ای در ذی‌القصه فرستاد، گروهی از قبیله بنی ثعلبه و بنی عوال، تعدادی از گوسفندان این گله را دزدیدند. محمد نیز برای بررسی ماجرا، گروهی ده نفره به سرکردگی محمد بن مسلمه را به سوی آنان فرستاد.

## شرح واقعه
پس از آنکه گروه اعزامی محمد، دیرهنگام به منطقه ذی‌القصه رسیدند؛ شب را به استراحت پرداختند. بنی ثعلبه و بنی عوال که از حضور این گروه در منطقه با خبر بودند، شبانه کمین کرده و گروه را محاصره کردند. صبح‌هنگام گروه پس از اطلاع از محاصره خود، اقدام به دفاع کردند ولی کارساز نبود و همگی جز محمد بن مسلمه کشته شدند. محمد بن مسلمه نیز به شدت زخمی شد و امکان حرکت نداشت. مهاجمان پس از قتل اصحاب محمد، لباسهای آنان را به غنیمت گرفته و گریختند.
محمد بن مسلمه در صحرا بود تا اینکه شخصی از جنازه‌های مسلمانان گذشت و عبارت «انا لله و انا علیه راجعون» را به زبان آورد. با بیان این آیه از قرآن، محمد بن مسلمه دانست که او مسلمان است و از وی کمک خواست؛ با کمک این رهگذر، محمد بن مسلمه به مدینه رسید و اهالی مدینه از ماوقع آگاه کرد.

## پیامدها
پیامبر اسلام نیز پس از اطلاع از این واقعه، گروهی چهل نفره را به فرماندهی ابوعبید جراح به منطقه اعزام کرد که گروه، بدون درگیری و با غنیمت گرفتن تعدادی شتر در منطقه، بازگشتند. در این واقعه، جمعی از مسلمانان کشته شدند؛ نام‌های آنان عبارتند از: اَبو نائله، حارِث بن أوس، أبو عبس بن جبر، نُعمان بن عصر، مَحیّصَة بن مسعود، حُوَیّصه، أبو بَردَة بن نیار و دو مرد از «مُزَینِه» و مردی از «غَطفان» و همینطور دو مرد مُزنی و مردی غَطفانی.